# Me Too, Flower!
Me Too, Flower! (en hangul, 나도, 꽃!; romanización revisada, Na-do, Kkot!) es una serie de televisión surcoreana transmitida en 2011, protagonizada por Lee Ji Ah y Yoon Shi Yoon. Fue emitida en su país de origen por MBC desde el 9 de noviembre hasta el 28 de diciembre de 2011 con una longitud de 15 episodios emitidos cada miércoles y jueves a las 21:55 (KST).

## Argumento
La serie sigue la relación de una mujer policía abrasivo y un millonario pasar por un asistente de estacionamiento.

## Reparto

### Principal
- Lee Ji Ah como Cha Bong Sun.
- Yoon Shi Yoon como Seo Jae Hee.
  - Baek Seung-hwan como Jae-hee de joven.
- Jo Min Ki como Park Tae Hwa.
- Han Go Eun como Park Hwa Young.
- Seo Hyo Rim como Kim Dal.
- Lee Ki Kwang como Jo Ma Roo y Pink Chicken.

### Secundario
- Lee Byung Joon como Líder del equipo Kim.
- Lim Ha Ryong como Bae Sang Eok.
- Jung Man-sik como Kim Do-kyun.
- Baek Seung Hee como Lee Young Hee.
- Kim Ji Sook como Kim Do Mi.
- Gi Ju Bong como Jefe de despacho.
- Kim Ik como Sargento Kang.
- Kim Jong Pil como Sargento Ko.
- Hong Hyun Taek como Han Ah In.
- Son Il Kwon como Gerente Lee.
- Jung Soo Young como Mujer ebria (cameo).
- Ma Dong Seok como Detective (cameo).
- Park Ki Woong como Ex novio de Bong Sun (cameo).
- Heo Ga Yoon como Estudiante de secundaria (cameo).

## Banda sonora
- BEAST - «Dreaming».
- 인 퍼플 - «Sunset Street».
- Sherry - «Oh My Boy».
- Suzy (Miss A) - «Too Much Tears».
- Taru - «I Hope You Can Be».
- Seo Yeon - «Love Is You».
- Alex Chu - «A Day Without You».
- Kim Seung Ah - «Love Fool».
- Jang Je Hun - «Sweet and Bitter».
- Oshima Mai - «YOU».
- BB Boys - «I Love You L.O.V.E».

## Recepción

### Audiencia
En azul la audiencia más baja y en rojo la más alta, correspondientes a las empresas medidoras TNms y AGB Nielsen.
| Ep. #    | Fecha de estreno        | Share        | Share        | Share       | Share       |
| Ep. #    | Fecha de estreno        | TNmS Ratings | TNmS Ratings | AGB Nielsen | AGB Nielsen |
| Ep. #    | Fecha de estreno        | Nacional     | Seúl         | Nacional    | Seúl        |
| -------- | ----------------------- | ------------ | ------------ | ----------- | ----------- |
| 1        | 9 de noviembre de 2011  | 6.6 %        | 8.7 %        | 6.8 %       | 7.9 %       |
| 2        | 10 de noviembre de 2011 | 6.0 %        | 7.7 %        | 7.6 %       | 9.7 %       |
| 3        | 16 de noviembre de 2011 | 6.5 %        | 7.7 %        | 5.5 %       | 7.9 %       |
| 4        | 17 de noviembre de 2011 | 7.7 %        | 10.2 %       | 6.4 %       | 9.0 %       |
| 5        | 23 de noviembre de 2011 | 6.1 %        | 9.1 %        | 6.4 %       | 9.2 %       |
| 6        | 24 de noviembre de 2011 | 6.9 %        | 9.3 %        | 6.1 %       | 9.0 %       |
| 7        | 30 de noviembre de 2011 | 6.2 %        | 9.5 %        | 6.4 %       | 9.2 %       |
| 8        | 1 de diciembre de 2011  | 6.7 %        | 9.7 %        | 6.9 %       | 9.4 %       |
| 9        | 7 de diciembre de 2011  | 5.5 %        | 8.9 %        | 6.3 %       | 8.4 %       |
| 10       | 8 de diciembre de 2011  | 6.1 %        | 8.5 %        | 6.3 %       | 9.5 %       |
| 11       | 14 de diciembre de 2011 | 4.9 %        | 9.2 %        | 6.1 %       | 8.8 %       |
| 12       | 15 de diciembre de 2011 | 5.6 %        | 8.5 %        | 6.4 %       | 9.1 %       |
| 13       | 21 de diciembre de 2011 | 5.5 %        | 9.2 %        | 5.7 %       | 9.8 %       |
| 14       | 22 de diciembre de 2011 | 5.1 %        | 9.0 %        | 5.8 %       | 9.3 %       |
| 15       | 28 de diciembre de 2011 | 6.4 %        | 8.4 %        | 8.1 %       | 8.8 %       |
| Promedio | Promedio                | 6.1 %        | 8.9 %        | 6.5 %       | 9.0 %       |